# قلوب الناس (فلم)
قلوب الناس فيلم مصري تم إنتاجه عام 1954، إخراج حسن الإمام، وأداء فاتن حمامة وأنور وجدي وحسين رياض. عن قصة الأب المزيف لجول ماري.

## تمثيل
- فاتن حمامة
- أنور وجدي
- حسين رياض
- شكري سرحان
- فردوس محمد
- هند رستم
- زوزو نبيل
- زينات صدقي
- وداد حمدي
- زوزو شكيب
- محمد الديب

## أغاني الفيلم
في الفيلم خمس أغنيات لأربع مطربات. هن سعاد مكاوي، ونادية فهمي، وبرلنتي حسن، وعصمت عبد العليم. ومن غرائب الصدف أن المطربات الأربع قد اشتركن في وقت سابق مع عبد الحليم حافظ، كلٌ على حدة، في أداء أغنية واحدة على الأقل في بداية مشوار عبد الحليم الفني.
| الأغنية          | المؤلف             | الملحن          | المغنية         |
| ---------------- | ------------------ | --------------- | --------------- |
| النار            | فتحي قورة          | محمود الشريف    | سعاد مكاوي      |
| قلوب الناس       | فتحي قورة          | محمود الشريف    | نادية فهمي      |
| الصباح           | فتحي قورة          | محمد عبد الوهاب | برلنتي حسن      |
| لما رميتنا العين | محمد حلاوة         | محمود الشريف    | سعاد مكاوي      |
| أعلمك            | محمود فهمي إبراهيم | محمود الشريف    | عصمت عبد العليم |

## روابط خارجية
- مقالات تستعمل روابط فنية بلا صلة مع ويكي بيانات